# Jim Thorpe
Pour les articles homonymes, voir Thorpe.
Cet article concerne le joueur de football et athlète américain. Pour la ville de Pennsylvanie, voir Jim Thorpe (Pennsylvanie).
College Football Hall of Fame 1951
Pro Football Hall of Fame 1963
(en) Statistiques sur pro-football-reference
James Francis Thorpe, dit Jim Thorpe (en sauk et fox : Wa Tho Huck, « Sentier Brillant »), né le 22 ou le 28 mai 1887 à Prague dans l'Oklahoma et mort le 28 mars 1953 à Lomita en Californie, est un joueur et un dirigeant de football américain, un joueur de baseball et de basket-ball, un athlète et un acteur américain d'ascendance blanche et amérindienne.
Considéré comme l'un des athlètes les plus polyvalents des sports modernes, il a remporté la médaille d'or du pentathlon et du décathlon aux Jeux olympiques de 1912, il a joué au football américain (universitaire et professionnel), et en tant que professionnel, au baseball et au basket-ball. Il a perdu ses titres olympiques après la découverte qu'il avait reçu un salaire pour jouer deux saisons au baseball en tant que semi-professionnel avant de participer aux Jeux olympiques, violant ainsi les règles d'amateurisme alors en vigueur. En 1983, trente ans après sa mort, le Comité international olympique a rétabli ses médailles olympiques. Métis, Thorpe a grandi dans la nation amérindienne Sauk et Fox dans l'Oklahoma. Il a joué dans le cadre de plusieurs équipes amérindiennes au cours de sa carrière, et a réalisé des tournées comme joueur de basket-ball professionnel avec une équipe entièrement composée de Nord-Amérindiens. Il a pratiqué le sport professionnellement jusqu'à l'âge de 41 ans ; la fin de sa carrière sportive coïncide avec le début de la Grande Dépression. Par la suite, Thorpe a lutté pour gagner sa vie en enchaînant plusieurs petits boulots. Thorpe a souffert d'alcoolisme et a vécu ses dernières années entre mauvaise santé et pauvreté.
Dans un sondage réalisé en 2012 auprès de fans de sport américains par ABC Sports, Thorpe a été reconnu comme le « plus grand athlète du XXe siècle » parmi quinze autres références dont Mohamed Ali, Babe Ruth, Jesse Owens, Jack Nicklaus et Michael Jordan,.

## Biographie

### Enfance
Les informations sur la naissance de James Francis Thorpe, son nom et son origine ethnique sont variables. Il est né dans le territoire indien, mais aucun acte de naissance n'a été retrouvé. Thorpe est généralement considéré comme étant né le 28 mai 1888 près de la ville de Prague dans l'Oklahoma. Il a été baptisé Jacobus Franciscus Thorpe dans l'Église catholique.
Les parents de Jim Thorpe sont tous deux métis. Son père, Hiram Thorpe, a un père irlandais et une mère nord-amérindienne Sauk et Fox. Sa mère, Charlotte Vieux, a un père français[Information douteuse] et une mère potawatomis ; elle est une descendante du chef Louis Vieux. Jim est élevé comme un Sauk et Fox et son nom d'origine est Wa Tho Huck, ce qui peut se traduire par « Chemin éclairé par grand éclair » ou, plus simplement, « Sentier Brillant » ou « Sentier Lumineux ». Comme c'est la coutume pour un Sauk et Fox, Thorpe tient son nom pour quelque chose se produisant au moment de sa naissance et dans son cas la lumière illuminant le chemin d'accès à l'habitation où il est né[pas clair]. Ses parents sont tous les deux catholiques, une foi qu'il observera tout au long de sa vie d'adulte.
Thorpe va à l'école Sauk et Fox de Stroud avec son frère jumeau Charlie. Charlie aide Jim à l'école mais il meurt d'une pneumonie à neuf ans. Par la suite, Thorpe fugue de l'école à plusieurs reprises. Son père l'envoie alors à l'Institut Haskell, une école pour Nord-Amérindiens à Lawrence dans le Kansas, et l'enfant cesse de fuguer. Lorsque sa mère meurt de complications à l'accouchement deux ans plus tard, Thorpe devient dépressif. Après plusieurs disputes avec son père, il quitte la maison à l'adolescence pour travailler sur un ranch de chevaux.
En 1904, à seize ans, Thorpe retourne chez son père et va à l'École industrielle indienne de Carlisle en Pennsylvanie. Là, ses capacités d’athlète sont reconnues et il est entraîné par Glenn Scobey « Pop » Warner, l'un des entraîneurs les plus influents du début de l'histoire du football américain. Plus tard cette année, son père meurt de la gangrène après avoir été blessé dans un accident de chasse. Thorpe cesse à nouveau ses études. Il reprend le travail agricole pendant quelques années avant de retourner à l'école de Carlisle.

### Carrière amateur

#### Carrière universitaire

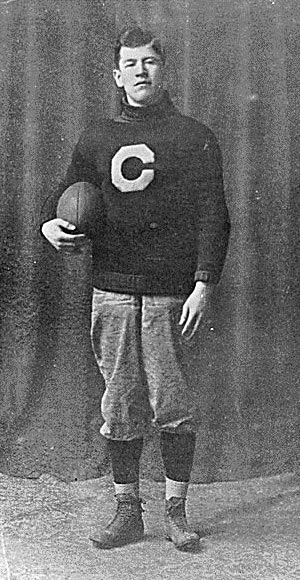
Jim Thorpe avec le maillot des Indians de Carlisle.

Thorpe aurait commencé sa carrière sportive à Carlisle en 1907 quand il bat les meilleurs sauteurs en hauteur de l'école avec un saut de près de 1,75 mètre tout en portant des vêtements non adaptés au sport. Ses premiers résultats enregistrés en athlétisme sont de 1907. Il participe également aux compétitions de football américain, de baseball, de crosse et même de danse de salon en remportant le championnat universitaire de danse de salon de 1912.
Selon les témoignages, Glenn Scobey Warner est hésitant à laisser Thorpe, son meilleur athlète, participer à des jeux plus physiques, comme le football américain. Thorpe, cependant, convainc Warner de le laisser participer à certains matchs contre les défenseurs de l'équipe de l'école ; Warner supposant qu'il serait mis à terre facilement pensait qu'il abandonnerait rapidement cette idée. Thorpe a « couru [… et passa] à travers eux pas une fois, mais deux ». Il marche ensuite vers Warner et dit : « Personne ne va tacler Jim », tout en jouant avec la balle.
Thorpe attire l'attention nationale pour la première fois en 1911. En tant que running back, defensive back, kicker et punter — c'est-à-dire aussi bien en attaque qu'en défense, en portant la balle, en la jouant au pied ou en plaquant ses adversaires —, Thorpe marque tous les points de son équipe des quatre touchdowns lors d'un match contre l'université Harvard qui se termine 18-15. Un exploit contre cette équipe réputée du début de la National Collegiate Athletic Association (NCAA). Son équipe a terminé la saison avec onze victoires pour une défaite. En 1912, Carlisle remporte le championnat universitaire en grande partie grâce à Thorpe, ce dernier ayant marqué vingt-cinq touchdowns et 198 points au cours de la saison.
Le parcours de Carlisle en 1912 comprend une victoire 27 à 6 sur l'académie militaire de West Point. Dans ce match, Thorpe réalise un touchdown de 92 yards qui est annulé par une pénalité d'un coéquipier et la mise en jeu suivante, Thorpe marque un touchdown de 97 yards, soit quasiment toute la longueur du terrain. Le futur président américain Dwight David Eisenhower qui joue contre lui cette saison, a décrit Thorpe dans un discours de 1961 : « Ici et là, il y a des gens qui sont suprêmement doués. Mes souvenirs remontent à Jim Thorpe. Il ne s'est jamais entraîné dans sa vie, et il pouvait [réussir] mieux que n'importe quel autre joueur de football que [j'aie] jamais vu. »

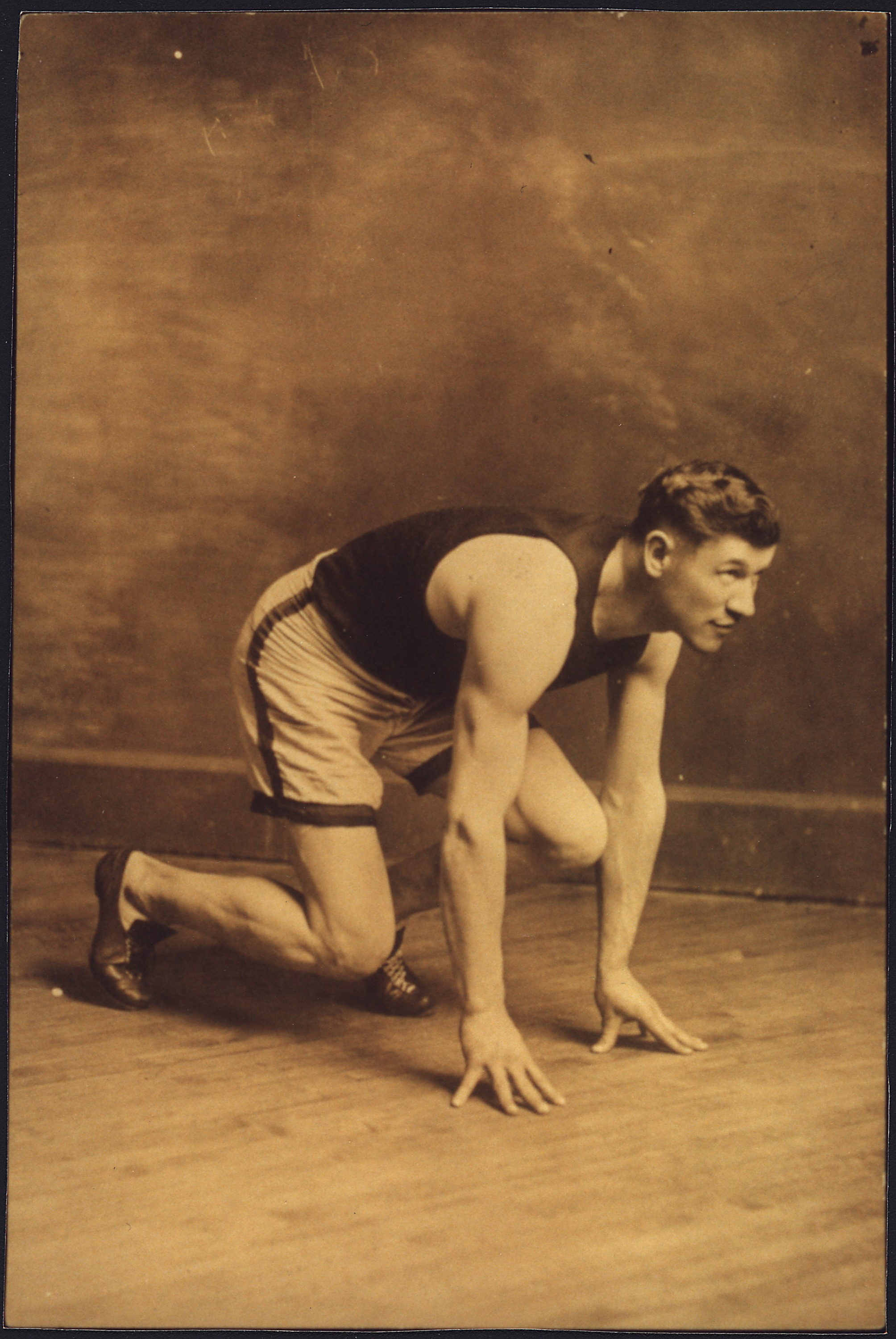
Jim Thorpe en position de départ à la course.

Thorpe a remporté les honneurs All-America en 1911 et 1912. Le football restera le sport favori de Thorpe. Il pratiqua de manière sporadique l'athlétisme, mais c'est dans ce sport qu'il gagne sa plus grande renommée.
Au printemps 1912, il commence à s'entraîner pour les Jeux olympiques. Il limite ses efforts pour le saut en longueur, la course de haies et le lancer du poids, mais par la suite il s'entraîne également au saut à la perche, au lancer du javelot, au disque et au marteau notamment. Dans les essais olympiques tenus à New York, sa capacité à se distinguer dans toutes ces épreuves lui permet d'obtenir une place dans l'équipe qui se rend en Suède.

#### Carrière olympique

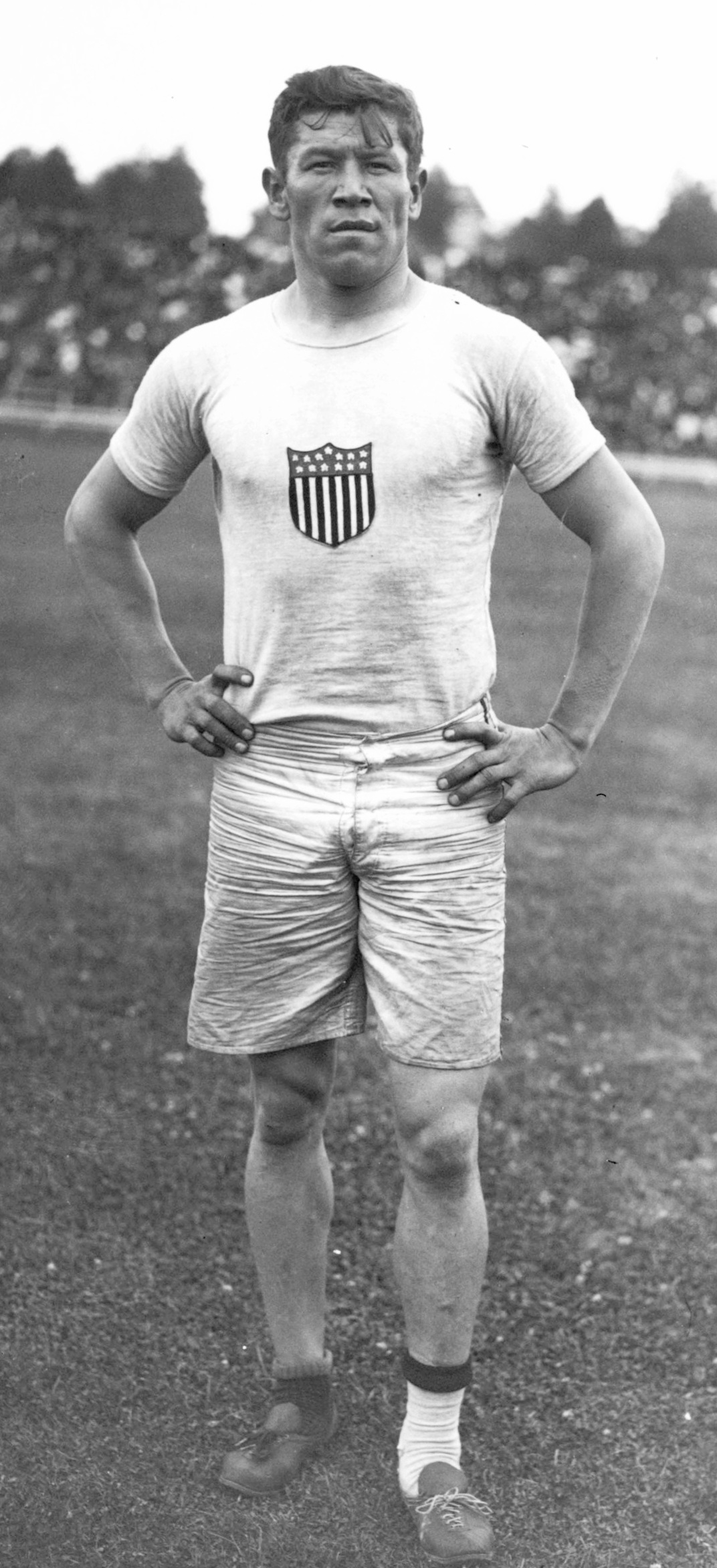
Jim Thorpe durant les Jeux olympiques de 1912.

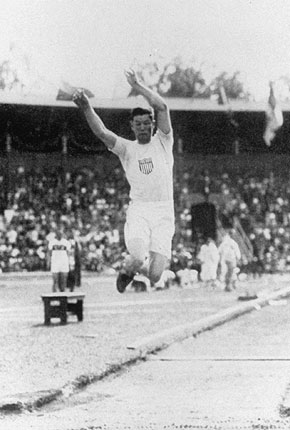
Jim Thorpe durant les Jeux olympiques de 1912.

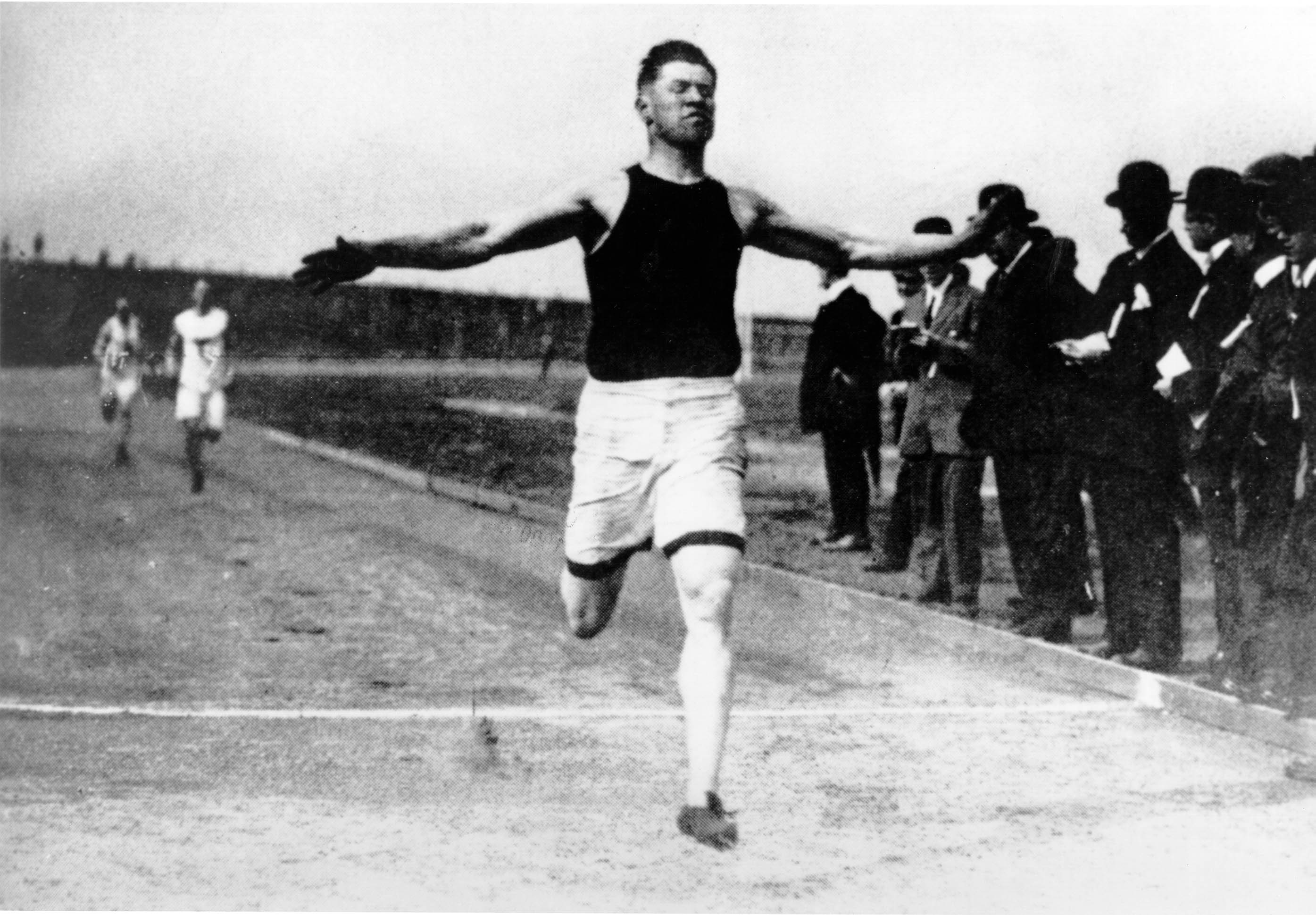
Jim Thorpe.

Deux nouvelles disciplines figurent aux Jeux olympiques de 1912 à Stockholm, en Suède : le pentathlon et le décathlon. Le pentathlon est basé sur ce qui avait été organisé lors des Jeux olympiques intercalaires de 1906 et la version 1912 se composait du saut en longueur, du lancer du javelot, de la course sur 200 mètres, du lancer du disque et de la course de 1 500 mètres.
Le décathlon est un événement relativement nouveau dans l'athlétisme moderne, bien qu'il ait fait partie des compétitions américaines d'athlétisme depuis les années 1880 et qu'une version avait été présentée au programme des Jeux olympiques de 1904 de Saint-Louis, car cette version différait légèrement. Thorpe, polyvalent, trouve les deux disciplines appropriées : lui seul avait constitué l'équipe de Carlisle en athlétisme lors de plusieurs compétitions. Il pouvait courir 100 yards en 10 secondes, 220 en 21,8 secondes, 440 en 51,8 secondes, 880 en 1,57 minute, un mile en 4,35 minutes, les haies sur 120 yards en 15 secondes et sur 220 yards en 24 secondes. Il pouvait sauter 7,16 mètres en longueur et 1,95 mètre en hauteur. Il pouvait sauter à la perche 3,35 mètres, lancer le poids à 14,55 mètres, lancer le javelot à 49,68 mètres et lancer le disque à 41,45 mètres.
Équipé de deux chaussures dépareillées trouvées dans une décharge, il remporte le pentathlon en étant vainqueur de quatre des cinq épreuves (saut en longueur, lancer du javelot, 200 m, lancer du disque et 1 500 m) puis le décathlon. Lors de cette dernière épreuve, il relègue à 700 points son dauphin Hugo Wieslander.

#### Controverse
Mais, en 1913, ces médailles lui sont retirées : il est soupçonné d'avoir touché de l'argent dans des épreuves de baseball avant les Jeux et il est radié à vie, contrairement à de nombreux athlètes qui vivaient également de leur sport mais pratiquaient professionnellement leur discipline sous des pseudonymes.
Avery Brundage, qui concourait également dans les épreuves remportées par Thorpe, fut président du CIO de 1952 à 1972. Pendant son mandat, Brundage refusa toujours de demander au Comité la restitution des médailles de Thorpe, malgré de nombreuses réclamations. Ses médailles lui furent finalement rendues à titre posthume, 29 ans après sa mort, en 1982. Au palmarès, il n'était cependant que co-vainqueur, premier ex-æquo avec ses dauphins de 1912.
Ce n'est que le 15 juillet 2022 que le Comité international olympique décide d'attribuer à Jim Thorpe seul les médailles d'or du pentathlon et du décathlon des Jeux olympiques de 1912.

### Carrière professionnelle

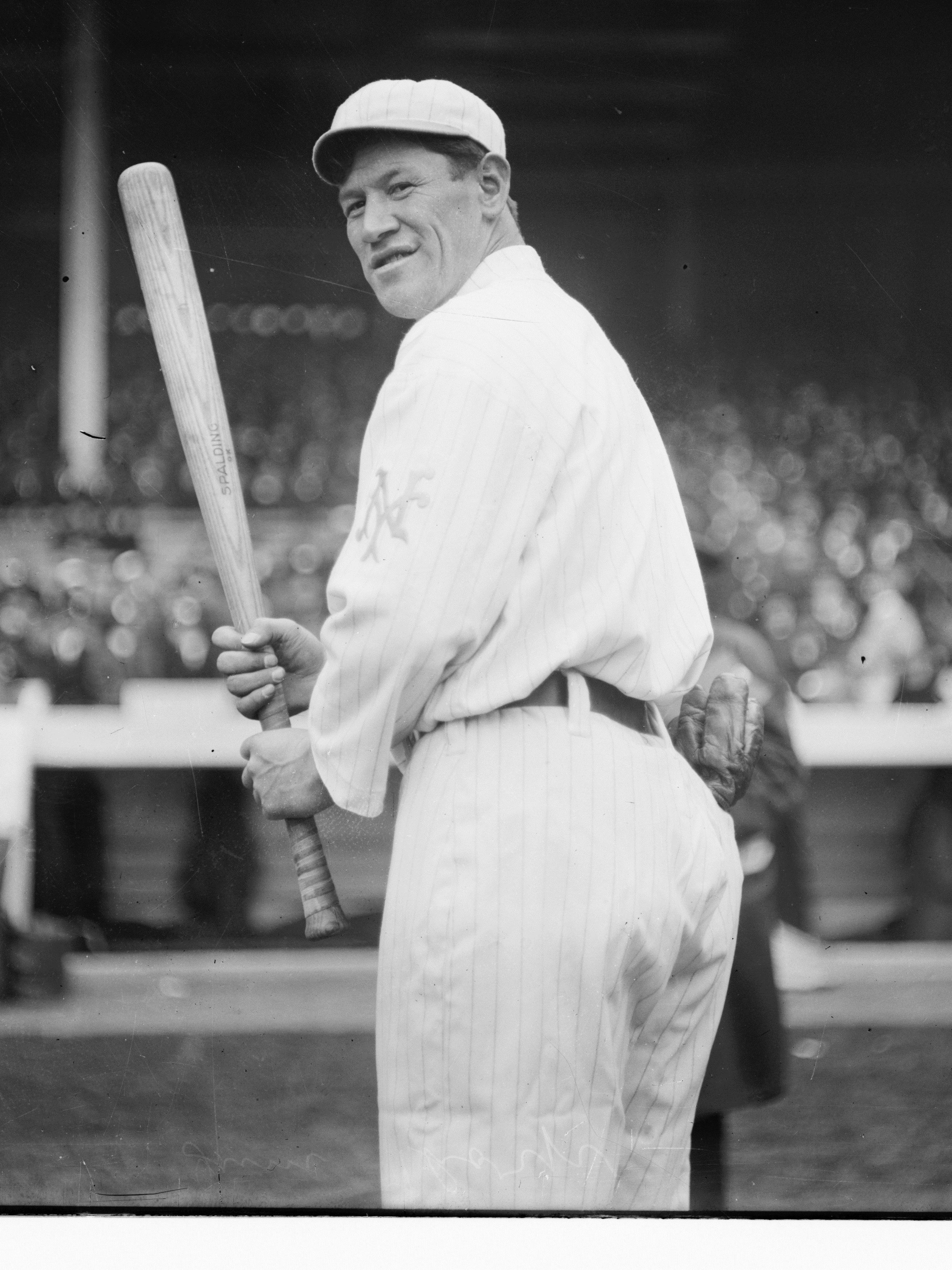
Jim Thorpe.

Il se tourne alors vers le baseball et rejoint les Giants de New York en 1913 pour 3 saisons. Il jouera ensuite pour les Reds de Cincinnati puis à nouveau les Giants, les Braves de Boston. Il continuera ensuite de jouer dans les ligues mineures jusqu'en 1922.
En parallèle, il joue au football américain chez les Bulldogs de Canton (Ohio), avec lesquels il remporte l'officieux titre de champion du monde en 1916, 1917 et 1919. En 1920, ceux-ci sont une des quatre équipes qui constituent la American Professional Football Association, celle-ci devenant la NFL deux ans plus tard. Il en devient également le premier président en 1920.
Il jouera encore dans 6 équipes différentes jusqu'en 1928, où il se retire de la ligue professionnelle à l'âge de 41 ans et se consacre au cinéma.

### Mort
Il meurt d'un cancer le 28 mars 1953 à Lomita en Californie.

## Postérité

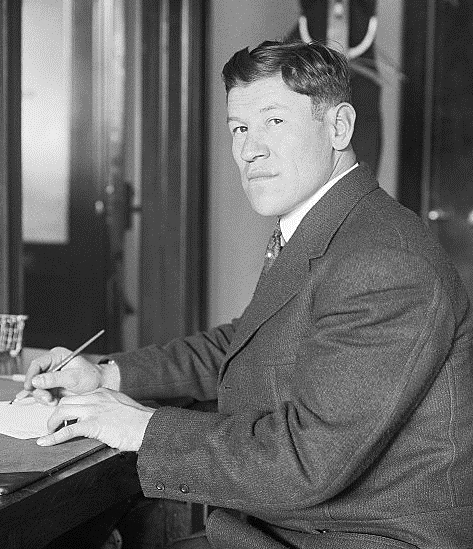
Jim Thorpe.

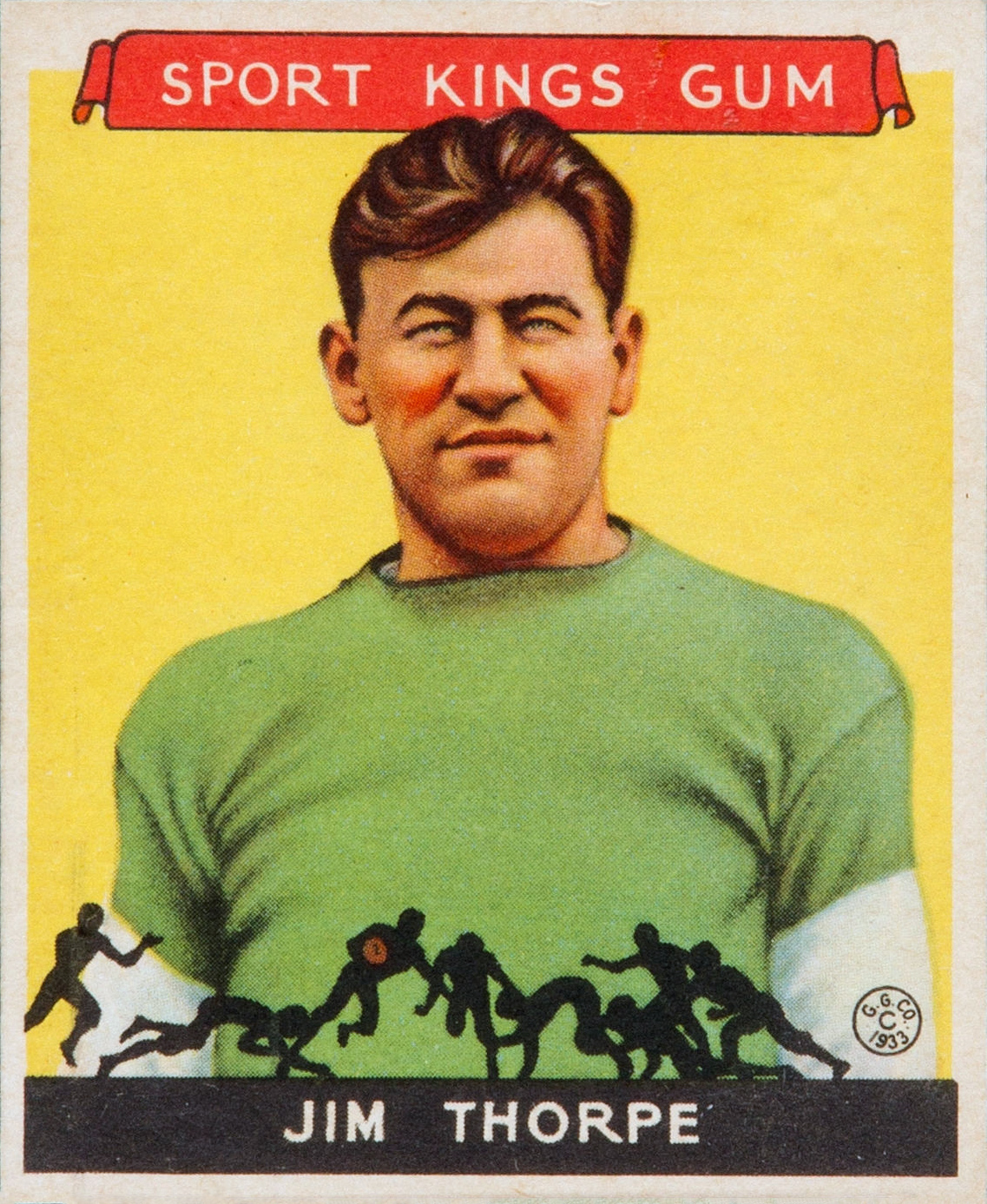
Jim Thorpe.

Un film fondé sur sa biographie fut tourné par la Warner Bros. Pictures en 1951. Dans Le Chevalier du stade réalisé par Michael Curtiz (Jim Thorpe: All-American), c'est Burt Lancaster qui interprète le rôle de Jim Thorpe.

## Palmarès olympique

### Jeux olympiques de 1912
Pour un article plus général, voir Athlétisme aux Jeux olympiques de 1912.
- Champion olympique du pentathlon
- Champion olympique du décathlon
- 4e au saut en hauteur[21]
- 7e au saut en longueur[21]

## Filmographie
(novembre 2012).
Le contenu est difficilement compréhensible vu les erreurs de traduction, qui sont peut-être dues à l'utilisation d'un logiciel de traduction automatique.
- 1931 : Battling with Buffalo Bill : Swift Arrow
- 1932 : The Dark Horse : Blackfeet Indian Chief (non crédité)
- 1932 : Mon copain le roi (My Pal, the King) : Black Cloud
- 1932 : Hold 'Em Jail : Joueur de football (non crédité)
- 1932 : White Eagle : Chef indien
- 1932 : Tête brûlée (Airmail)  de John Ford : Indien (non crédité)
- 1932 : Blanco, seigneur des prairies (Wild Horse Mesa) de Henry Hathaway : Chef indien
- 1933 : King Kong : Danseur indigène
- 1933 : Sweepings : Indien
- 1934 : The Red Rider : Al Abel, acolyte de Portos
- 1934 : Behold My Wife : Indien
- 1935 : The Ivory-Handled Gun : Un acolyte
- 1935 : Rustlers of Red Dog : Chef Scarface [Chs. 6, 11]
- 1935 : Under Pressure : Mucker
- 1935 : One Run Elmer
- 1935 : Code of the Mounted : Indian with furs
- 1935 : La Jolie Batelière (The Farmer Takes a Wife) : Indian
- 1935 : Alibi Ike : Major league baseball player
- 1935 : The Arizonian
- 1935 : She : Captain of the Guard
- 1935 : The Daring Young Man : Convict
- 1935 : Wanderer of the Wasteland : Charlie Jim
- 1935 : It's in the Air : Indian Father
- 1935 : Ville sans loi (Barbary Coast) : Indian
- 1935 : Moonlight on the Prairie : Henchman
- 1935 : Fighting Youth : Carlisle Football Player
- 1935 : La Fiesta de Santa Barbara : Indian Chief
- 1935 : Capitaine Blood (Captain Blood) : Pirate
- 1935 : Le Cavalier miracle (The Miracle Rider) de B. Reeves Eason et Armand Schaefer
- 1935 : Rivaux (Under Pressure) de Raoul Walsh
- 1936 : Sutter's Gold de James Cruze : Man
- 1936 : Silly Billies : Medicine Man
- 1936 : Hill-Tillies
- 1936 : Sous deux drapeaux (Under Two Flags)
- 1936 : Treachery Rides the Range : Chief Red Smoke
- 1936 : Wildcat Trooper : Wounded Indian
- 1936 : The Phantom Rider de Ray Taylor : Indian
- 1936 : Sur la piste de l'Ouest (en) (Trailin' West) de Noel M. Smith : Black Eagle
- 1937 : La Lumière verte (Green Light) : Indian
- 1937 : Born to the West
- 1937 : La Révolte (San Quentin) de Lloyd Bacon
- 1937 : La Grande Ville : Jim Thorpe
- 1938 : Cattle Raiders : Man at trial
- 1938 : Start Cheering : Head Linesman
- 1938 : Frontier Scout : Henchman
- 1939 : The Man from Texas d'Albert Herman : Posse rider
- 1939 : Man of Conquest : Indian
- 1939 : The Oregon Trail (en) de Ford Beebe et Saul A. Goodkind
- 1939 : Henry Goes Arizona : Bus Passenger
- 1940 : Arizona Frontier : Gray Cloud
- 1940 : Prairie Schooners : Chief Sanche
- 1940 : Mexican Spitfire Out West : Indian
- 1941 : Prairie Spooners : Indian
- 1941 : L'Homme de la rue (Meet John Doe) de Frank Capra : John Doe Applicant
- 1941 : They Died with Their Boots On
- 1944 : Outlaw Trail : Henchman Spike
- 1945 : Beyond the Pecos : Townsman
- 1945 : The Vampire's Ghost : Native
- 1946 : En route pour l'Alaska (Road to Utopia) : Collins - Ship's Passenger
- 1949 : L'enfer est à lui (White Heat) : Big inmate
- 1949 : Nous... les hommes : Assistant Coach
- 1950 : Le Convoi des braves (Wagon Master) : Navajo
- 1951 : Le Chevalier du stade (Michael Curtiz )